# 池田向希
池田 向希（いけだ こうき、1998年5月3日 - ）は、日本の男子陸上競技選手。専門は競歩。旭化成所属。

## 人物
静岡県浜松市生まれ。浜松市立積志中学校、浜松日体高等学校、東洋大学経済学部経済学科卒業。大学入学後、陸上部にマネージャー兼務で入部した。
ファッションモデルの池田美優は、再従妹である。
2020年3月15日に行われた東京五輪代表最終選考会兼全日本競歩能美大会で優勝し、20キロの東京五輪代表に内定した。
2021年度より大学の同期で50km競歩で内定している川野将虎とともに旭化成へ入社した。2020年東京オリンピックの陸上競技・男子20km競歩で銀メダルを獲得した。
2022年7月15日、世界陸上男子20キロ競歩で銀メダルを獲得。
2024年パリオリンピックの陸上競技男子20キロ競歩では1時間19分41秒で7位入賞となった。
同年11月1日、アスレチックス・インテグリティ・ユニットは、池田に対し、生体パスポートの数値による血液ドーピングの疑いで暫定的な資格停止処分を下した。池田はドーピングをしていないとして、処分の取り消しを求めていたが覆らず、2025年2月14日、インテグリティー・ユニットはドーピング違反で4年間の資格停止処分を科すと発表した。なお同時に、2023年6月20日以降の記録を取り消しすることも発表され、24年パリ五輪7位入賞の成績や、2023年世界陸上での成績、また2024年の日本選手権20km競歩で出した1時間16分51秒の世界歴代3位の記録が抹消となった。

## 戦績
| 年   | 大会                                    | 種目（区間）   | 順位 | 記録          | 備考          | 出典   |
| ---- | --------------------------------------- | -------------- | ---- | ------------- | ------------- | ------ |
| 2017 | 第41回全日本競歩能美大会                | 20kmW          | 11位 | 1時間22分43秒 |               |        |
| 2017 | 第56回全日本50km競歩高畠大会            | 20kmW          | 優勝 | 1時間20分48秒 |               |        |
| 2018 | 第101回日本陸上競技選手権大会・20km競歩 | 20kmW          | 4位  | 1時間19分13秒 |               |        |
| 2018 | 第28回世界競歩チーム選手権              | 20kmW          | 優勝 | 1時間21分13秒 | 20kmW団体優勝 | [ 14 ] |
| 2018 | 関東学生対校選手権                      | 10000mW        | 優勝 | 40分16秒44    |               |        |
| 2019 | 第102回日本陸上競技選手権大会・20km競歩 | 20kmW          | 2位  | 1時間18分01秒 |               |        |
| 2019 | 第43回全日本競歩能美大会                | 20kmW          | 3位  | 1時間17分25秒 |               |        |
| 2019 | 関東学生対校選手権                      | 10000mW        | 優勝 | 39分18秒03    | 大会2連覇     |        |
| 2019 | 2019年夏季ユニバーシアード              | 20kmW          | 優勝 | 1時間22分49秒 |               |        |
| 2019 | 2019年世界陸上競技選手権大会            | 20kmW          | 6位  | 1時間29分2秒  |               |        |
| 2020 | 第103回日本陸上競技選手権大会・20km競歩 | 20kmW          | 2位  | 1時間19分07秒 |               |        |
| 2020 | 第44回全日本競歩能美大会                | 20kmW          | 優勝 | 1時間18分22秒 | 東京五輪内定  |        |
| 2021 | 第104回日本陸上競技選手権大会・20km競歩 | 20kmW          | 3位  | 1時間18分45秒 |               |        |
| 2021 | 2020年東京オリンピック                  | 20kmW          | 2位  | 1時間21分14秒 |               |        |
| 2022 | 第29回世界競歩チーム選手権              | 20kmW          | 2位  | 1時間23分29秒 | 20kmW団体2位  |        |
| 2022 | 第106回日本陸上競技選手権大会・35km競歩 | 20kmW          | 1位  | 1時間18分53秒 | 特別レース    |        |
| 2022 | 2022年世界陸上競技選手権大会            | 20kmW          | 2位  | 1時間19分14秒 |               |        |
| 2023 | 第106回日本陸上競技選手権大会・20km競歩 | 20kmW          | 1位  | 1時間18分36秒 |               |        |
| 2023 | 2023年世界陸上競技選手権大会            | 20kmW          | 失格 | 1時間19分44秒 | 15位相当      |        |
| 2024 | 第107回日本陸上競技選手権大会・20km競歩 | 20kmW          | 失格 | 1時間16分51秒 | 1位相当       |        |
| 2024 | 第30回世界競歩チーム選手権              | 男女混合リレー | 失格 | 2時間57分04秒 | 2位相当       |        |
| 2024 | 2024年パリオリンピック                  | 20kmW          | 失格 | 1時間19分41秒 | 7位相当       |        |